# Рудківці (Стрийський район)
Ру́дківці — село в Україні, в Стрийському районі Львівської області. Населення становить 461 особа.
Відомі люди: Герой УКРАЇНИ-ВАЛЬСЬКИЙ РУСЛАН ОЛЕГОВИЧ (1994—2023).

## Назва
Руда — колишня назва села.

## Географія
Селом тече річка Рудка.

## Історія
Перша згадка датується 1427 р.

## Політика

### Парламентські вибори, 2019
На позачергових парламентських виборах 2019 року у селі функціонувала окрема виборча дільниця № 460328, розташована у приміщенні школи.
Результати
- зареєстровано 290 виборців, явка 74,14 %, найбільше голосів віддано за Всеукраїнське об'єднання «Батьківщина» — 27,91 %, за «Європейську Солідарність» — 18,14 %, за «Слугу народу» — 16,74 %.[2] В одномандатному окрузі найбільше голосів отримав Андрій Кіт (самовисування) — 67,32 %, за Андрія Гергерта (Всеукраїнське об'єднання «Свобода») — 17,56 %, за Володимира Наконечного (Слуга народу) — 5,85 %[3].

## Освіта
Біля церкви знаходиться будівля школи, яка на даний час не функціонує.

## Релігія
В Рудківцях збереглася дерев'яна церква св. Івана Хрестителя.
На території місцевого цвинтаря є горбок, де колись була каплиця св. Петра і Павла. Вона була збудована за проєктом італійського архітектора.Каплицю зруйновано.В церкві св. Івана Хрестителя знаходиться фігура Пречистої Діви Марії - цінна пам'ятка з каплички. Будівництво каплички припадає на 17-18 ст.[джерело?]

## Персоналії
- Вальський Руслан Олегович (1994—2023) — український військовик, учасник російсько-української війни.